# Julius Otto Grimm

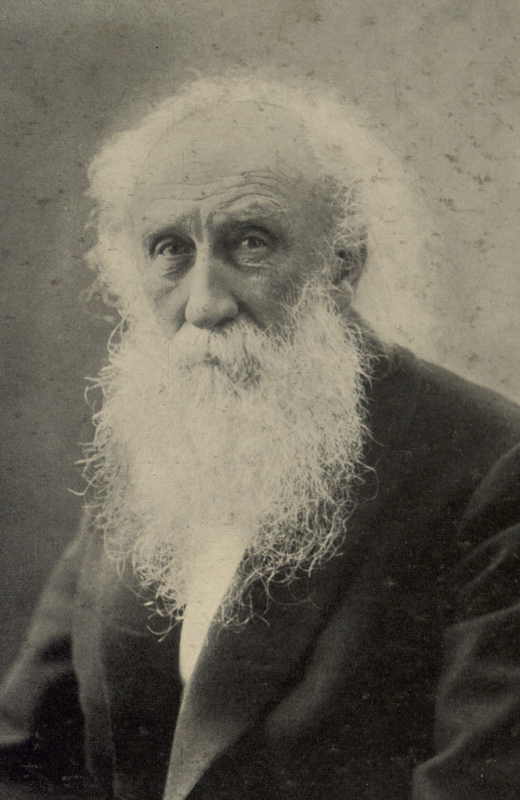
Porträtfotografie um 1900

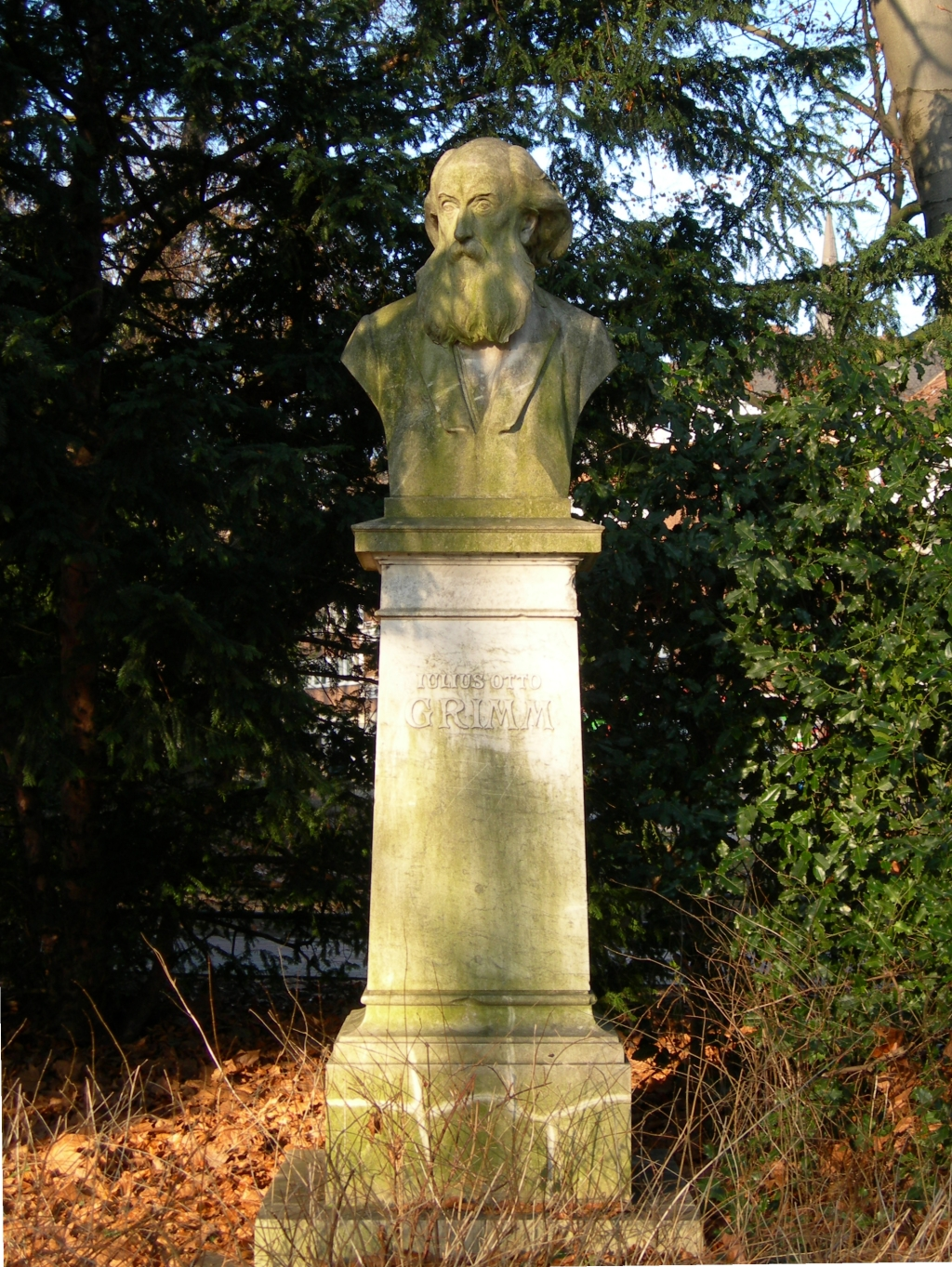
Grimm-Skulptur an der Promenade (auf Höhe der Bushaltestelle Kreuzschanze) in Münster.

Julius Otto Grimm (* 22. Februarjul. / 6. März 1827greg. in Pernau, Gouvernement Livland; † 7. Dezember 1903 in Münster) war ein deutscher Komponist und Dirigent, der lange im westfälischen Münster wirkte.

## Leben und Wirken
Nach dem Studium in Philologie und Philosophie an der Kaiserlichen Universität Dorpat, das er 1848 mit dem Examen abschloss, begann er seine berufliche Laufbahn als Hauslehrer in Sankt Petersburg. Zeitgleich komponierte er erste Werke. Es folgte ein weiteres Studium in Dresden in den Jahren 1851/52. Im Jahre 1853 lernte er in Leipzig den zwanzigjährigen Johannes Brahms kennen; damit begann eine lebenslange Freundschaft.  Im Jahre 1855 nahm er eine Stelle als Musiklehrer und Chordirigent in Göttingen, 1860 die Stelle des Dirigenten des Musikvereins Münster an. Ab dem Jahre 1878 war Grimm als Lektor für Musiktheorie und Gesang in Münster tätig und leitete zudem mehrere Musikvereine. Während seiner 40-jährigen Tätigkeit in Münster erhielt er zahlreiche Ehrungen und Ernennungen.

## Werke

### Orchestermusik
- Orchestersuite Nr. 1 in Kanon-Form op. 10
- Orchestersuite Nr. 2 in Kanon-Form op. 16
- Zwei Märsche op. 17
- Symphonie d-Moll op. 19
- Orchestersuite Nr. 3 op. 25

### Kammermusik
- Sonate für Violine und Klavier A-Dur op. 14

### Klaviermusik
- Fünf Klavierstücke op. 2
- Drei Elegien op. 6
- Zwei Scherzi für Klavier zu 4 Händen
- Vier Klavierstücke „in freier canonischer Weise“

### Chormusik
- „An die Musik“ für Soli, Chor und Orchester op. 12
- „Kaiserhymne“ für Männerchor und Orchester op. 21
- „Abendfeier“
- „Frühlingslied“

### Lieder
- Sechs Lieder op. 1
- Sechs Lieder op. 3
- Sechs Lieder op. 11
- Sechs Lieder op. 15
- „Deutsche Volkslieder“